# Kim Novak badete nie im See von Genezareth
Kim Novak badete nie im See von Genezareth ist eine von Martin Asphaug inszenierte Verfilmung des gleichnamigen Romans von Håkan Nesser aus dem Jahr 2005.

## Handlung
Die miteinander befreundeten schwedischen Teenager Erik und Edmund verbringen ihre Sommerferien 1962 in einem an dem See Möckeln bei der Kleinstadt Kumla gelegenen Ferienhaus mit Namen Genezareth. Die beiden Jungen werden von Eriks älterem Bruder Henry begleitet. Am Ende des Schuljahres haben die beiden Klassenkameraden die Lehrerin Ewa Kaludis kennengelernt, die als Vertretung an ihrer Schule unterrichtet hat. Aufgrund der Ähnlichkeit mit der US-amerikanischen Schauspielerin wird sie von vielen Kim Novak genannt, und wie diese zieht auch Ewa dank ihrer Schönheit alle Schüler in ihren Bann.
Ewa ist die Verlobte des Handballprofis Berra Albertsson, den alle „Kanonen-Berra“ nennen und der einen ausgeprägten Hang zu körperlicher Gewalt hat. Das hindert Henry, einen jungen Lokaljournalisten mit literarischen Ambitionen, aber nicht daran, sich auf eine leidenschaftliche Affäre mit Ewa einzulassen. Eines Tages kommt Ewa weinend und mit zerschundenem Gesicht zu dem Haus Genezareth. Kanonen-Berra hat sie misshandelt und taucht bald darauf selbst vor dem Ferienhaus auf. Dort findet er außer Erik niemanden vor; er droht jedoch damit, später wiederzukommen.
Am anderen Tag findet man ihn erschlagen auf einem Parkplatz in der Nähe des Hauses. Für die Polizei stellt sich die Frage, ob Henry den Nebenbuhler getötet hat.
Die Ermittlungen drehen sich im Kreise. Eriks und Edmunds Aussagen widersprechen sich zum Teil, und Henrys Alibi, das Ewa bezeugt, ist sehr wackelig. Doch die Tat kann niemandem nachgewiesen werden. Henry wird zunächst festgenommen, aus Mangel an Beweisen aber wieder freigelassen. Er zieht nach Göteborg. Als Ewa von Erik wissen will, ob er oder Edmund den Mord begangen habe, bleibt er ihr die Antwort schuldig.
Jahrzehnte später besucht Erik den todkranken Edmund an dessen Sterbebett. Dort übergibt ihm dieser einen Brief. Nach der Trauerfeier für den Freund liest Erik den Brief im Zug und kehrt daraufhin erstmals wieder an den Ort des Geschehens zurück. Dort gräbt er dann in der Nähe eines Baumstumpfes die Mordwaffe aus, einen Hammer, versenkt diesen im See und verbrennt Edmunds Brief.

## Erzählweise
Die Handlung schildert das Geschehen durchgehend aus Eriks Perspektive. Dabei wechselt die Erzählung immer wieder zwischen den Zeitebenen der Geschehnisse von 1962 und jenen der Gegenwart hin und her. An den Übergängen werden beide Ebenen oftmals durch nahtlose Überblendungen oder durch den Wechsel der Off-Stimme des jungen bzw. des gealterten Eriks verwoben.

## Unterschied zum Buch

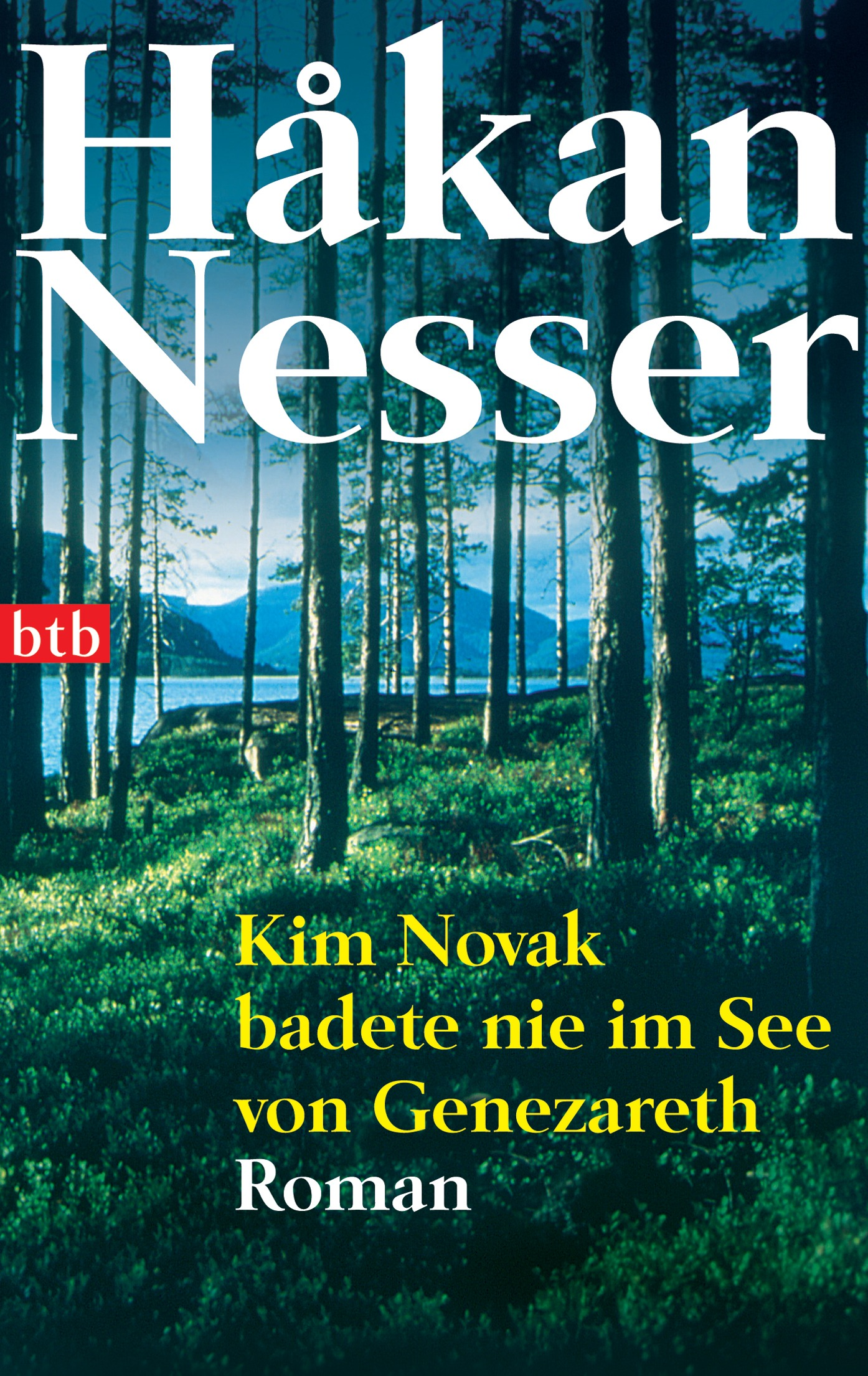
Cover der deutschen Ausgabe von Kim Novak badete nie im See von Genezareth

Der Film hält sich eng an die literarische Vorlage mit folgendem Unterschied: Im Buch gibt es ein offenes Ende – der Täter kann entweder der Ich-Erzähler Erik oder sein Freund Edmund sein. So übergibt der todkranke Edmund im Buch keinen Brief mit dem möglichen Geständnis an Erik. Im Film deutet jedoch alles auf Edmund als Täter hin.

## Drehorte
Gedreht wurde Kim Novak badete nie im See von Genezareth als norwegisch-schwedisch-deutsche Koproduktion 2004 in und bei den schwedischen Städten Vänersborg, Trollhättan und Askersund.

## Kritiken
„Romanverfilmung, die beiläufig-lakonisch die Geschichte eines alles verändernden ›Schrecklichen‹ entwickelt. Die konzentriert reduzierte, kleinteilige Erzählweise des Buchs gibt konsequent den Takt vor; auch dank der beiden ausgezeichneten Hauptdarsteller eine atmosphärisch dichte Initiationsgeschichte von liebevoller Detailgenauigkeit.“

## Auswertung auf DVD
Im Februar 2006 erschien die schwedische Widescreen-Version mit schwedischen (für Hörgeschädigte), dänischen und norwegischen Untertiteln. Eine deutsche Kaufversion erschien im November 2006.